# 珀斯站 (蘇格蘭)
珀斯站（英語：Perth railway station）是位於英國蘇格蘭城市珀斯的一座火車站。車站建築由威廉泰特爵士設計。珀斯火車站擁有7個月台。珀斯車站開業於1848年，現在運行有第一蘇格蘭鐵路和東海岸兩家鐵路公司的列車。

## 外部連結
- Winchester, Clarence (编), , : 839–844, 2 August 1935  [2015-01-10], （原始内容存档于2015-01-10）, description of the station in the 1930s